# Boel Hössjer Sundman
Boel Inga Amelie Hössjer Sundman, ursprungligen Johansson, född 31 oktober 1968 i Gamla Uppsala församling i Uppsala län, är en svensk teolog och präst i Svenska kyrkan. 
Boel Hössjer Sundman är dotter till lektor Tomas Johansson och läroverksadjunkt Inga, ogift Hössjer, samt dotterdotter till matematikern, rektorn på Chalmers tekniska högskola, professor Gustav Hössjer och antog sin mors flicknamn i unga år.
Hon prästvigdes 1993 och är sedan 2022 stiftsprost i Stockholms stift tillika biskopsadjunkt till biskop Andreas Holmberg. Hon var församlingsherde 2017-2022 i Gottsunda församling, Uppsala samt tidigare präst i bland annat Märsta, Knutby och Almunge i Uppsala stift.  
Hössjer Sundman disputerade i kyrkovetenskap 2006 vid Uppsala universitet med en avhandling om gudsnärvaro och gudstjänst och har därefter verkat som frilansande skribent och föredragshållare. Hon har en magisterexamen i ledarskap vid Uppsala universitet från 2013. Hon är med i redaktionen för Svensk Kyrkotidning och var tidigare tidningens förste redaktör.
Hon ledde Svenska kyrkans jubileumsfirande 2008 om kyrkomötets beslut 1958 om kvinnors tillträde till prästerlig tjänst och var nationell samordnare av kulturarvsfrågor i Svenska kyrkan 2007-2010. Hössjer Sundman var 2010-2017 teologiskt sakkunnig som huvudsekreterare vid revisionen av Svenska kyrkans gudstjänstordningar (Kyrkohandbok för Svenska kyrkan) som antogs av kyrkomötet 2017.